# Slavic Cup w biegach narciarskich 2020/2021
Slavic Cup w biegach narciarskich 2020/2021 – kolejna edycja tego cyklu zawodów. Rywalizacja rozpoczęła się 19 grudnia 2020 r. w polskim Zakopanem, a zakończyła się 21 marca 2021 r. tamże. W związku z pandemią COVID-19 rozegrano tylko cztery zawody, wszystkie z Zakopanem.
Obrońcami tytułu byli reprezentanci Polski: wśród kobiet Magdalena Kobielusz, natomiast wśród mężczyzn Mateusz Haratyk.

## Kalendarz i wyniki

### Kobiety
| Lp              | Data                | Miejscowość              | Dystans              | 1. miejsce        | 2. miejsce       | 3. miejsce      |
| --------------- | ------------------- | ------------------------ | -------------------- | ----------------- | ---------------- | --------------- |
| 1.              | 19 grudnia 2020     | Zakopane                 | 5 km s. klasycznym   | Patrīcija Eiduka  | Karolina Kaleta  | Eliza Rucka     |
| 2.              | 20 grudnia 2020     | Zakopane                 | 10 km s. dowolnym    | Patrīcija Eiduka  | Karolina Kaleta  | Eliza Rucka     |
|                 | 29 grudnia 2020     | Szczyrbskie Jezioro      | Sprint s. dowolnym   | Odwołano          | Odwołano         | Odwołano        |
| 30 grudnia 2020 | 7,5 km s. dowolnym  | Szczyrbskie Jezioro      | Odwołano             | Odwołano          | Odwołano         |                 |
| 20 lutego 2021  | Szczyrbskie Jezioro | Sprint s. klasycznym     | Odwołano             | Odwołano          | Odwołano         |                 |
| 21 lutego 2021  | Szczyrbskie Jezioro | 10 km s. klasycznym      | Odwołano             | Odwołano          | Odwołano         |                 |
| 3.              | 20 marca 2021       | Wisła-Kubalonka Zakopane | Sprint s. klasycznym | Alena Procházková | Monika Skinder   | Izabela Marcisz |
| 4.              | 21 marca 2021       | Wisła-Kubalonka Zakopane | 15 km s. dowolnym    | Alena Procházková | Sandra Schützová | Monika Skinder  |
|                 | 27 marca 2021       | Kremnica Skalka          | 5 km s. klasycznym   | Odwołano          | Odwołano         | Odwołano        |
| 28 marca 2021   | 5 km s. dowolnym    | Kremnica Skalka          | Odwołano             | Odwołano          | Odwołano         |                 |

### Mężczyźni
| Lp              | Data                | Miejscowość              | Dystans              | 1. miejsce             | 2. miejsce    | 3. miejsce             |
| --------------- | ------------------- | ------------------------ | -------------------- | ---------------------- | ------------- | ---------------------- |
| 1.              | 19 grudnia 2020     | Zakopane                 | 10 km s. klasycznym  | Paul Constantin Pepene | Adam Fellner  | Petrică Hogiu          |
| 2.              | 20 grudnia 2020     | Zakopane                 | 15 km s. dowolnym    | Petr Knop              | Petrică Hogiu | Paul Constantin Pepene |
|                 | 29 grudnia 2020     | Szczyrbskie Jezioro      | Sprint s. dowolnym   | Odwołano               | Odwołano      | Odwołano               |
| 30 grudnia 2020 | 10 km s. dowolnym   | Szczyrbskie Jezioro      | Odwołano             | Odwołano               | Odwołano      |                        |
| 20 lutego 2021  | Szczyrbskie Jezioro | Sprint s. klasycznym     | Odwołano             | Odwołano               | Odwołano      |                        |
| 21 lutego 2021  | Szczyrbskie Jezioro | 15 km s. klasycznym      | Odwołano             | Odwołano               | Odwołano      |                        |
| 3.              | 20 marca 2021       | Wisła-Kubalonka Zakopane | Sprint s. klasycznym | Tomas Kaliwoda         | Tomas Lukes   | Maciej Staręga         |
| 4.              | 21 marca 2021       | Wisła-Kubalonka Zakopane | 30 km s. dowolnym    | Petr Knop              | Dominik Bury  | Władimir Kozlovski     |
|                 | 27 marca 2021       | Kremnica Skalka          | 10 km s. klasycznym  | Odwołano               | Odwołano      | Odwołano               |
| 28 marca 2021   | 10 km s. dowolnym   | Kremnica Skalka          | Odwołano             | Odwołano               | Odwołano      |                        |

## Klasyfikacje
| Lp. | Zawodniczka       | Punkty |
| --- | ----------------- | ------ |
| 1.  | Karolina Kaleta   | 232    |
| 2.  | Alena Procházková | 200    |
| =   | Patrīcija Eiduka  | 200    |
| 4.  | Adéla Nováková    | 172    |
| 5.  | Monika Skinder    | 140    |
| 6.  | Sandra Schützová  | 130    |
| 7.  | Eliza Rucka       | 120    |
| 8.  | Daria Szkurat     | 117    |
| 9.  | Izabela Marcisz   | 110    |
| =   | Karolina Kukuczka | 110    |
| 11. | Zuzanna Fujak     | 88     |
| 12. | Barbora Antošová  | 86     |
| 13. | Nela Půbalová     | 85     |
| 14. | Hanna Popko       | 84     |
| 15. | Andżelika Szyszka | 76     |

| Lp. | Zawodnik               | Punkty |
| --- | ---------------------- | ------ |
| 1.  | Petr Knop              | 245    |
| 2.  | Paul Constantin Pepene | 160    |
| 3.  | Petrică Hogiu          | 140    |
| 4.  | Kacper Antolec         | 134    |
| 5.  | Adam Fellner           | 130    |
| 6.  | Tomáš Kalivoda         | 129    |
| 7.  | Tomáš Lukeš            | 120    |
| 8.  | Łukasz Gazurek         | 112    |
| 9.  | Raul Mihai Popa        | 90     |
| 10. | Vladimir Kozlovsky     | 86     |
| 11. | Maciej Staręga         | 82     |
| 12. | Dominik Bury           | 80     |
| 12. | Dawid Damian           | 79     |
| 14. | Mateusz Haratyk        | 77     |
| 15. | Miroslav Rypl          | 76     |